# 日俄樺太島暫定規則
日俄桦太島暫定規則（日语：日露間樺太島仮規則）是慶應3年（1867年）日本江戶幕府和俄羅斯帝國之間暫時的條約。也稱作暫定桦太規約、桦太雜居條約。
幕府派遣箱館奉行小出秀實、目付石川利政前往俄國，和俄國外務部亞洲局長交涉關於库页岛的日俄國境畫定。2月25日（3月30日），在聖彼得堡簽訂，但是日本拒絕承認條約的部份條項，並通告俄國領事。最後，库页岛的國境無法畫定，库页岛仍維持兩國所領。
1875年兩國簽訂庫頁島千島交換條約。

## 條約的主要內容

### 幕府拒絕的主要內容
- 库页岛全島為俄國領，得撫島、知理保以島、知理保以南島、武魯頓島為日本領。

### 幕府接受的主要內容
- 库页岛維持兩國所領，制定以下的雜居規則。
- 库页岛的兩國人和睦誠意的交際。
- 库页岛的俄國人、日本人任意往來，建物、庭園・産業使用以外的土地可任意移住・建築等。
- 島中的土人完全以本人的自由。有本人的承諾，可被日本人・俄國人雇用。

## 關連項目
- 南下政策
- 日俄和親通好條約
- 庫頁島千島群島交換條約